# Myristicin
Myristicin är en kemisk förening med formeln C11H12O3. Ämnet är ett amfetaminliknande ämne som finns i bland annat muskotnöt. Det kan i stora mängder ge förgiftningssymptom och vara livshotande. I augusti 2008 drogs ett nummer av tidningen Matmagasinet tillbaka på grund av att ett kakrecept felaktigt angivit 20 muskotnötter i stället för 2 kryddmått. Fyra personer som ätit en sådan kaka drabbades av yrsel och huvudvärk. I maj 2010 fick fyra ungdomar föras till sjukhus för intensivvård efter att ha berusat sig med muskot.